# TURBΦ (キックボクサー)
TURBΦ（ターボ、1980年12月5日 - ）は、日本の男性キックボクサー。本名は長塚 崇（ながつか たかし）。茨城県水海道市（現・常総市）出身。初代WMAF世界スーパーフェザー級王者。かつてはTURBOというリングネームを使っていた。本人はムエタイの頂点を目指すつもりはないと言っている。

## 来歴

### 幼少期
キックボクシングを始める前は、中学でサッカーを3年間、高校で陸上競技を1年間のスポーツ経験しかなかった。

### プロデビュー
1999年の冬にTEAM O.Jに加入。高校卒業の直前だった。TEAM O.Jは、元キックボクサーの青木弘行が1998年に主宰した練習チームである。グローブ空手でアマチュアのキャリアを積み、入会後1年半でアジア太平洋キックボクシング連盟（APKF）でプロデビューする。この時は本名だった。デビュー戦は、2000年10月15日に神奈川県横浜平沼記念体育館のAPKF・K-U合同興行「THE SUPER KICK M-116 〜育成シリーズ〜」で行われ、山上雅智（K-Uフライ級）と対戦。3R判定3-0で、デビュー戦を白星で飾った。2001年1月26日の2戦目からリングネームを「TURBO」に変更した。
2001年10月13日、東京・後楽園ホールで行われた日本キックボクシング連盟（NKF）主催「2001激動シリーズ」の、「NKB統一ランキング決定トーナメント」のフェザー級予選1回戦に出場。この時、トーナメントの優勝は頭に無く、憧れだった楠本勝也と対戦することが目標だった。児玉正暁（日本キックボクシング連盟フェザー級）と対戦し、5R判定2-0で勝利した。ポイントが1点差という薄氷の勝利だった。12月2日にNKF主催「2001激動シリーズ」で行われたNKBフェザー級トーナメント2回戦で松本浩幸と対戦。5R判定3-0で勝利した。
2002年2月23日、NKF主催「2002破壊シリーズ」で行われたNKBフェザー級トーナメント3回戦で楠本勝也（NJKF同級1位）と対戦。5RにTURBOの縦肘が楠本の頭部に当たり流血。それを機にTURBOはラッシュをしかけ5Rをものにした。5Rを優勢に進めたことが評価され、5R3-0（全員1ポイント差）で勝利した。7月21日にAPKF主催の興行に凱旋。NKBフェザー級トーナメント準決勝で伊藤陽二を5R判定3-0で下した。1R終盤に伊藤の右フックでダウンを奪われるが、2Rに右ストレートでダウンを奪い返した。9月8日にニュージャパンキックボクシング連盟主催「DREAM RUSH 6」のNKBフェザー級トーナメント決勝戦に出場。桜井洋平と対戦。1R終了間際に桜井の右ハイキックでダウンを奪われる。その後決定打を掴めず、5R判定0-3（全員3点差）で敗れた。プロ10戦目での初黒星となった。

### 日本王座獲得
2003年11月23日、東京・ディファ有明で行われたAPKF主催「THE SUPER KICK M-126」のNKBフェザー級王者決定戦に出場。TURBOは同級1位ランクされており、難波博志（同級5位）と対戦。5R判定3-0で勝利し、第2代NKBフェザー級王者になった。点差が3、4点という大差の勝利だった。
2004年7月19日、東京・ディファ有明で行われたAPKF主催「THE SUPER KICK M-128」に出場。馳大輔（同級6位）を5R判定3-0で下した。試合後、他団体の強豪たちと戦いたいという理由から、王座返上とNKBからの戦線離脱を表明した。これを機に、リングネームを「TURBΦ」に変更した。NKB離脱については、自身の所属するTeam O.Jの会長・青木弘行、APKFの理事長・南樹三生に事前に相談し了承を得ていた。所属は、知り合いだったHAYATOの所属する「FUTURE_TRIBE」と、TURBOが練習を行う「TEAM O.J」を合わせた、「FUTURE_TRIBE ver. O.J」となった。HAYATOとの接点もあり、主戦場をIKUSAに移した。
2005年6月、石川直生にＫＯ負け。2005年12月、前田尚紀に判定負け。2006年4月、菊地剛介に判定負け。
2006年7月22日、NJKF主催「キックボクシング 真王杯 55kg・60kg オープントーナメント（ADVANCE VII 〜前進〜）」の1回戦に出場。桜井洋平（NJKFライト級王者）と再戦。1Rに桜井の左フックを受けダウンを喫すると、さらに右肘打ちによる額のカットでドクターストップがかかり、1R1:19TKOで敗退。リベンジに失敗した。ドクターチェック中の桜井側のセコンドがリング内に侵入したため、桜井に減点1が与えられた。

### 世界王座獲得
2007年5月13日、東京のディファ有明で行われたマーシャルアーツ日本キックボクシング連盟主催「BREAKDOWN 4」のWMAF世界スーパーフェザー級初代王者決定戦に出場。アトム山田（日本/MA日本スーパーフェザー級王者）と対戦し、左肘打ちで左まぶたをカットし、ドクターストップによる2R1:54TKOで勝利した。自身初の世界王座を獲得した。
2007年6月17日、東京のディファ有明で行われた「INNER WARP presents R.I.S.E. FLASH to CRUSH TOURNAMENT '07」に出場。1回戦で大嶋茂樹を左ハイキックで1R2:12KOで下し、準決勝でオノリュウと対戦。2Rに右フックで最初のダウンを奪うと、3Rに左ハイキックで2度目のダウンを奪い3R判定3-0で勝利し、決勝戦で末広智明と対戦。2Rに右ストレートでダウンを奪い、3R判定3-0で優勝した。世界チャンピオン誕生祝賀会で開催されたチャリティーオークション売上金より、翌6月26日に守谷市に対し、福祉のため、15万円の寄付、未明につくばみらい市にも福祉のための寄付を行った。
2008年4月29日、MA日本主催「BREAK THROUGH-3 〜突破口〜」のWMAF世界スーパーフェザー級タイトルマッチで久保優太（日本/挑戦者）と対戦し、5R判定1-1で引き分けになり、初防衛に成功した。
2008年7月27日、NJKFスーパーフェザー級王座決定トーナメント準決勝で中須賀芳徳と対戦予定であったが、靭帯断裂により欠場した。
2008年12月21日、MA日本主催「BREAK THROUGH-8 〜突破口〜」のWMAF世界スーパーフェザー級タイトルマッチで"狂拳"竹内裕二（日本/挑戦者）と対戦し、5R判定0-2で敗北。2度目の防衛に失敗した。
2009年1月18日、ムエローク Japan 2009でウティデート・ルークプラバートと対戦予定であったが、欠場となった。
2009年7月26日、RISE60kg級タイトルマッチで王者板橋寛と対戦し、判定負けで王座獲得ならず。
2009年8月14日、Krushライト級グランプリ2009に出場。1回戦で石川直生と対戦し、右ハイキックでKO負け。
2010年7月31日、RISE 68で吉本光志と対戦し、右ショートストレートでKO負けを喫した。
2010年9月26日、WBCムエタイルール日本統一スーパーフェザー級王座決定戦で中須賀芳徳と対戦し、1-2の判定負けで王座獲得ならず。
2010年12月12日の「Krush初代王座決定トーナメント 〜Round.1〜」で開幕した60kgトーナメントに出場予定であったが、腎盂腎炎により欠場となった。
2011年2月5日、谷山ジム主催「ビッグバン・統一への道 其の四」で秋元皓貴と対戦し、右跳び膝蹴りによるKO負けを喫した。
2011年8月14日、「Krush.11」で元J-NETWORKライト級暫定王者青津潤平と対戦し延長Rの末1-2の判定負けを喫した。

## 戦績

### プロキックボクシング
| キックボクシング 戦績 | キックボクシング 戦績 | キックボクシング 戦績 | キックボクシング 戦績 | キックボクシング 戦績 | キックボクシング 戦績 | キックボクシング 戦績 |
| --------------------- | --------------------- | --------------------- | --------------------- | --------------------- | --------------------- | --------------------- |
| 46 試合               | (T)KO                 | 判定                  | その他                | 引き分け              | 無効試合              |                       |
| 27 勝                 | 6                     | 21                    | 0                     | 2                     | 0                     |                       |
| 17 敗                 | 6                     | 11                    | 0                     | 2                     | 0                     |                       |

| 勝敗 | 対戦相手                       | 試合結果                                    | 大会名 | 開催年月日     |
| ×    | 青津潤平                       | 延長R終了 判定1-2                           | Krush.11 | 2011年8月14日  |
| ×    | 秋元皓貴                       | 2R 1:05 KO（右跳び膝蹴り）                  | 谷山ジム「ビッグバン・統一への道 其の四」                                                                                 | 2011年2月5日   |
| ×    | 中須賀芳徳                     | 5R終了 判定1-2                              | The Path to the World Champion WBCムエタイ世界王者への道 【WBCムエタイルール日本統一スーパーフェザー級王座決定戦】        | 2010年9月26日  |
| ×    | 吉本光志                       | 2R 2:54 KO（右ストレート）                  | RISE 68 | 2010年7月31日  |
| ○    | 前田尚紀                       | 5R 2:41 TKO（ドクターストップ：カット）     | M-1 RAJA BOXING SINGHA BEER ムエタイチャレンジ「NAI KANOMTOM vol.2」                                                      | 2010年6月6日   |
| ○    | リョウ・ペガサス               | 3R終了 判定3-0                              | RISE 63 | 2010年4月7日   |
| ×    | 小宮山工介                     | 3R終了 判定0-3                              | RISE 60 | 2009年11月22日 |
| ×    | 石川直生                       | 3R 2:45 KO（右ハイキック）                  | Krushライト級グランプリ2009 〜開幕戦 Round.2〜【1回戦】                                                                   | 2009年8月14日  |
| ×    | 板橋寛                         | 5R終了 判定1-2                              | RISE 57 【RISE60kg級タイトルマッチ】                                                                                      | 2009年7月26日  |
| ○    | 中村敏射                       | 3R終了 判定3-0                              | R.I.S.E. 53 | 2009年3月29日  |
| ×    | "狂拳"竹内裕二                 | 5R終了 判定0-2                              | マーシャルアーツ日本キックボクシング連盟 「BREAK THROUGH-8 〜突破口〜」 【WMAF世界スーパーフェザー級タイトルマッチ】      | 2008年12月21日 |
| ○    | 裕樹                           | 3R+延長1R終了 判定3-0                       | R.I.S.E. 51 | 2008年11月30日 |
| △    | 久保優太                       | 5R終了 判定1-1                              | マーシャルアーツ日本キックボクシング連盟「BREAK THROUGH-3 〜突破口〜」 【WMAF世界スーパーフェザー級タイトルマッチ】       | 2008年4月29日  |
| ○    | マキ・デントラニー             | 3R+延長R終了 判定3-0                        | マーシャルアーツ日本キックボクシング連盟「BREAK THROUGH-2 〜突破口〜」                                                    | 2008年3月14日  |
| ×    | カノンスック・ウィラサクレック | 2R 1:02 KO（左ハイキック）                  | M-1 日タイ修好120周年記念イベント 120th ANNIVERSARY OF JAPAN-THAILAND 〜MUAY THAI HEARTY SMILES〜                         | 2007年9月24日  |
| ○    | 末広智明                       | 3R終了 判定3-0                              | R.I.S.E. FLASH to CRUSH TOURNAMENT '07 【決勝】                                                                           | 2007年6月17日  |
| ○    | オノリュウ                     | 3R終了 判定3-0                              | R.I.S.E. FLASH to CRUSH TOURNAMENT '07 【準決勝】                                                                         | 2007年6月17日  |
| ○    | 大嶋茂樹                       | 1R 2:12 KO（左ハイキック）                  | R.I.S.E. FLASH to CRUSH TOURNAMENT '07 【1回戦】                                                                          | 2007年6月17日  |
| ○    | アトム山田                     | 2R 1:54 TKO（ドクターストップ：左瞼カット） | マーシャルアーツ日本キックボクシング連盟「BREAKDOWN（打破）4」 【WMAF世界スーパーフェザー級王座決定戦】                   | 2007年5月13日  |
| ×    | 大宮司進                       | 5R終了 判定0-2                              | M-1 FAIRTEX SINGHA BEER ムエタイチャレンジ「BATTLES OF FATE 2007」 【M-1スーパフェザー級王座決定戦】                      | 2007年3月4日   |
| ×    | 上松大輔                       | 3R終了 判定0-3                              | J-NETWORK「MACH GO! GO! '06 〜フライ級最強決定トーナメント準決勝〜 &喧嘩火山再爆発 〜THE REMATCH 寒川×我龍〜」            | 2006年11月22日 |
| ×    | 桜井洋平                       | 1R 1:19 TKO（ドクターストップ：額カット）   | ニュージャパンキックボクシング連盟 真王杯 55kg・60kg オープントーナメント（ADVANCE VII 〜前進〜） 【真王杯 60kg級 1回戦】 | 2006年7月22日  |
| ×    | 菊地剛介                       | 5R終了 判定0-3                              | 新日本キックボクシング協会「TITANS 3rd」                                                                                  | 2006年4月28日  |
| ○    | 大高一郎                       | 3R+延長R終了 判定2-1                        | J-NETWORK「GO! GO! J-NET '06 〜Highway Star〜」                                                                           | 2006年3月3日   |
| ×    | 前田尚紀                       | 3R終了 判定0-3                              | 全日本キックボクシング連盟「Fujiwara Festival 〜藤原祭り2005〜」 【全日本スーパーフェザー級王座決定トーナメント 準決勝】  | 2005年12月5日  |
| ○    | 大宮司進                       | 3R終了 判定3-0                              | IKUSA GP ＜-U60 SUPERSTAR☆Z＞ TOURNAMENT 〜FINAL STAGE 【リザーブマッチ】                                                 | 2005年9月19日  |
| ×    | 石川直生                       | 3R 1:16 KO（2ノックダウン：右ストレート）   | IKUSA GP -U60 SUPERSTAR☆Z TOURNAMENT -Opening Stage- 【IKUSA -U60 GP 1回戦】                                              | 2005年6月18日  |
| ○    | 中西一覚                       | 3R終了 判定3-0                              | IKUSA YGZ04 -BIRD-BASE- 【IKUSA GP JUDGEMENT GAME】                                                                       | 2005年3月12日  |
| ○    | 大高一郎                       | 5R終了 判定3-0                              | J-NETWORK「GO! GO! J-NET '05 〜volcano〜」                                                                                | 2005年1月21日  |
| ○    | 駿太                           | 3R終了 判定3-0                              | FUTURE FIGHTER IKUSA 6 〜宙(SORA)〜GANGSTAR☆Z＠Velfarre                                                                   | 2004年11月28日 |
| ○    | 馳大輔                         | 5R終了 判定3-0                              | アジア太平洋キックボクシング連盟「THE SUPER KICK M-128」                                                                  | 2004年7月19日  |
| ○    | 松本浩幸                       | 2R 2:33 KO（左ハイキック）                  | アジア太平洋キックボクシング連盟「THE SUPER KICK M-127」 【NKBフェザー級タイトルマッチ】                                  | 2004年3月27日  |
| ○    | 難波博志                       | 5R終了 判定3-0                              | アジア太平洋キックボクシング連盟「THE SUPER KICK M-126 頂上シリーズ」 【NKBフェザー級王者決定戦】                         | 2003年11月23日 |
| ×    | デンチャイ富士                 | 5R終了 判定0-3                              | アジア太平洋キックボクシング連盟「THE SUPER KICK M-125 頂上シリーズ」                                                     | 2003年7月27日  |
| ○    | 岩井伸洋                       | 5R終了 判定3-0                              | アジア太平洋キックボクシング連盟「THE SUPER KICK M-124 頂上シリーズ」                                                     | 2003年3月30日  |
| △    | トースー・ナ・ノンタチャイ     | 判定                                        | 不明 | 2002年11月     |
| ×    | 桜井洋平                       | 5R終了 判定0-3                              | ニュージャパンキックボクシング連盟「DREAM RUSH 6」 【NKB統―トーナメント フェザー級王者決定戦】                            | 2002年9月8日   |
| ○    | 伊藤陽二                       | 5R終了 判定3-0                              | アジア太平洋キックボクシング連盟「THE SUPER KICK M-121」 【NKB統一トーナメント フェザー級 準決勝】                        | 2002年7月21日  |
| ○    | 楠本勝也                       | 5R終了 判定3-0                              | 日本キックボクシング連盟「2002破壊シリーズ」 【NKB統一トーナメント フェザー級 3回戦】                                     | 2002年2月23日  |
| ○    | 松本浩幸                       | 5R終了 判定3-0                              | 日本キックボクシング連盟「2001激動シリーズ」 【NKB統一トーナメント フェザー級 予選 2回戦】                                | 2001年12月2日  |
| ○    | 児玉正暁                       | 5R終了 判定2-0                              | 日本キックボクシング連盟「2001激動シリーズ」 【NKB統一トーナメント フェザー級 予選 1回戦】                                | 2001年10月13日 |
| ○    | 中岡秀夫                       | 5R終了 判定3-0                              | アジア太平洋キックボクシング連盟「THE SUPER KICK M-118 躍動シリーズ」                                                     | 2001年7月15日  |
| ○    | 道中克明                       | 3R 1:23 KO                                  | 日本キックボクシング連盟「2001激動シリーズ」                                                                              | 2001年4月28日  |
| ○    | 千倉正                         | 1R 1:09 KO                                  | アジア太平洋キックボクシング連盟・K-U「THE SUPER KICK M-117 躍動シリーズ」                                                | 2001年3月25日  |
| ○    | 獅子丸修平                     | 3R終了 判定3-0                              | ニュージャパンキックボクシング連盟「CHALLENGE TO MUAI-THAI 1」                                                            | 2001年1月26日  |
| ○    | 山上雅智                       | 3R終了 判定3-0                              | アジア太平洋キックボクシング連盟・K-U「THE SUPER KICK M-116 育成シリーズ」                                                | 2000年10月15日 |

### アマチュアキックボクシング
2戦

### エキシビションマッチ
| 勝敗 | 対戦相手 | 試合結果 | 大会名                                                                             | 開催年月日   |
| －   | 山口元気 | 2分2R    | 生ゴン1000回記念 サムライ祭り＆SAEKI祭り2 【IKUSA presents SUPER-EX キックルール】 | 2005年1月9日 |

## 獲得タイトル
- プロ
  - R.I.S.E. FLASH to CRUSH TOURNAMENT '07 優勝（60kg級、2007年6月17日）
  - 第2代NKBフェザー級王座（1度防衛）
  - 初代WMAF世界スーパーフェザー級王座（1度防衛）

## 参考出典
- BoutReview XX 特別編：TURBΦ「一本線のその先に」